# Oriat FM
ORIAT FM — узбекистанская радиостанция, вещающая на русском языке. Входит в состав телерадиокомпании "ORIAT". Радиостанция начала вещание 5 января 2002 года.

## Ведущие
Работающие в настоящее время:
- Игорь Ганкин
- Олеся Ромашко

Работавшие на радиостанции ранее:
- Фатима Дзеранова
- Лейла Аметхан
- Елена Плеханова
- Лайло Расулова
- Ольга Битюкова
- Никита Макаренко[1]

## Программы
- "Утроверты"
- "Лайфхак"
- "Красная дорожка"
- "Овер-тайм"
- "Поп-механика"
- "Абырвалг"

## Награды
- 2006 год - 2 место[примечание 1] в номинации "Самореклама" (блок "Радиореклама") на XVI Московском международном фестивале рекламы за работу «Товар широ-о-о-кого потребления»[2].
- 2015 год - I место в номинации "Самая лучшая радиостанция" на VIII медиа-фестивале "Ozod yurt to‘lqinlari".